# Thalerastria argentifrons
Thalerastria argentifrons är en fjärilsart som beskrevs av Butler 1889. Thalerastria argentifrons ingår i släktet Thalerastria och familjen nattflyn. Inga underarter finns listade i Catalogue of Life.